# La Garenne-Colombes
 La Garenne-Colombes  es un municipio francés, que se encuentra en la región de Isla de Francia, departamento de Altos del Sena (92) desde la nueva organización de 1965, perteneciendo al distrito de Nanterre. En esta fecha se reorganizó la región en ocho nuevos departamentos, que hasta entonces la formaban tan sólo tres. Fue fundada en 1910 a partir del municipio vecino de Colombes. Ocupa 179 hectáreas de superficie y su tamaño es similar al 1.er arrondissement de París. Según el INSEE a fecha de 1 de enero de 2009 tenía cerca de 27.397 habitantes, de los cuales 13.152 pertenecen a la población activa según el censo de 1999. Actualmente posee una densidad de población de 13.520 habitantes por km². 
Al estar situada muy cerca La Défense, hace que muchas empresas hayan decidido instalarse, siendo alrededor de 1.830 entre empresas, artesanos y pequeños comerciantes. Destaca por sus zonas verdes, destinando 2,5 hectáreas de espacios verdes públicos, 3.200 árboles, 40.000 flores y 10 pequeños parques repartidos por el municipio. Todo esto, unido a sus 31 km de red viaria, la hace una ciudad cómoda para sus habitantes facilitando sus desplazamientos, a la vez que tranquila. Además, posee cuatro complejos deportivos(incluida piscina), biblioteca municipal, casa de la cultura, casa-museo(La Mastaba), una mediateca y una casa de la juventud.

## Geografía y localización
La Garenne-Colombes se encuentra dentro de lo que se llama "La pequeña corona", que está formada también por los departamentos de Sena-Saint-Denis y Val-de-Marne.
La ciudad está limitada al norte por Colombes, al este por Bois-Colombes (Les Vallées, Les Bruyères), al sur por Courbevoie (Faubourg de l'Arche, Bécon) y al oeste por Nanterre (Les Champs-Philippe, La Folie). Además, también se encuentra cerca de los municipios de Asnières-sur-Seine(500 metros), Puteaux(800 metros), Neuilly-sur-Seine(1100 metros), Levallois-Perret(1800 metros) y Bezons(1900 metros). Existen unos 3500 metros desde su Iglesia hasta el límite con el distrito 17 de París.

## Transportes públicos
La ciudad posee una estación de transilien y tres más en pueblos vecinos que son Les Vallées(Bois-Colombes), Bécon-les-Bruyeères y Courbevoie. Sin olvidar el RER en Nanterre Université (RER A), Saint Lazare (metros 3, 9, 12, 13, 14, RER E) y La Défense (RER A, métro 1, tramway 2).
Once son las líneas de bus que pasan por La Garenne-Colombes con destino a París y otras ciudades vecinas. De todas ellas seis van hasta La Défense. Estas líneas son la 73, 161, 163, 164, 176, 178, 262, 272, 278, 358 y 378. También existe un servicio de bus Noctilien con el N24 y N152.
En diciembre de 2012 llegará el tramway T2 uniendo Porte de Versailles con Pont de Bezons. Habrá dos nuevas estaciones a su paso que serán "Les Fauvelles" y "Charlebourg", dejando la ciudad a tan solo dos estaciones de La Défense. Esto conllevará una reorganización de las líneas de Bus RATP; permaneciendo las líneas 73, 164, 176, 178 y 278. Las líneas 163 y 358 se fusionarán en la Place de Belgique uniendo "Porte de Champerret" con "Rueil-Ville". Así pues, una vez que entre en funcionamiento la línea T2, quedarán seis líneas de bus en lugar de once. Por su parte, el tranvía unirá Porte de Versailles con Pont de Bezons y tendrá dos estaciones a su paso, que serán "Les Fauvelles" y "Charlebourg". Tendrá 4,2km de trayecto, un tiempo de recorrido de 12 minutos y se espera que su frecuencia de paso sea de 4 minutos.

## Barrios[9]
Está compuesta por cuatro barrios:
- Champs-Philippe: Delimitado al oeste por Nanterre, al norte por Colombes, al Sur por Courbevoie y al este por el Bulevar Nacional. Cuenta con numerosas empresas y las cocheras de la RATP. Sobre el existe un ambicioso proyecto de reestructuración urbana ya que se esperan construir numerosas viviendas y servicios que darán otra cara al barrio.

- Centre Nord: En él es donde se encuentran la mayor parte de los comercios y en él se encuentra la estación principal de La Garenne-Colombes. En la Plaza de la Libertad es donde se celebra el mercado todos los miércoles y sábados de 8 de la mañana, a la 1 de la tarde. Es aquí, donde encontramos la Iglesia de Saint-Urbain, la Biblioteca Municipal y el Ayuntamiento.

- Centre Sud: Se extiende entre el Bulevar Nacional y el Bulevar de la República. Aquí es donde se encuentra el complejo deportivo Claude-Chedal-Anglay y la Mastaba 1.

- Les Vallées: Se encuentra entre la Avenida del General de Gaulle y el municipio vecino de Bois-Colombes. Es quizás el más animado y más completo, con su mercado y su propia estación de tren. El mercado es cubierto y se encuentra abierto los martes, viernes y domingos de 8 de la mañana a 1 de la tarde.

## Clima
La Garenne-Colombes tiene un Clima oceánico semicontinental, también se llamado clima de transición o degradado, ya que está algo lejos de la costa, que en este caso lo está de oeste a este.
Las precipitaciones tienen lugar durante todo el año, abundantes aunque no excesivas, con una media en torno a los 636 mm sin tener una estación predominantemente seca o lluviosa. Aunque cabe puntualizar que el mes más lluvioso normalmente viene a ser el de noviembre. La primavera y el otoño son suaves con frecuentes días de abundante lluvia. Mientras que en invierno se alternan días de lluvia con sol(rara vez suele nevar, quizás en los meses de enero y febrero).
Los veranos son cortos y relativamente frescos con 19,5 °C de media en julio, pudiendo superar algunos días los 30 °C fácilmente y rara vez se pasa de los 33 °C. Normalmente hace mejor tiempo en los meses de junio y julio que en agosto, que suele llover con frecuencia. Los inviernos son suaves de 4,2 °C de media en enero, siendo posible la nieve aunque no suele cuajar, se funde rápidamente.
| Mois                                  | Enero | Febrero | Marzo | Abril | Mayo | Junio | Julio | Agosto | Septiembre | Octubre | Noviembre | Diciembre | Año   |
| ------------------------------------- | ----- | ------- | ----- | ----- | ---- | ----- | ----- | ------ | ---------- | ------- | --------- | --------- | ----- |
| Temperaturas mínimas medias (°C)      | 2,0   | 2,6     | 4,5   | 6,7   | 10,1 | 13,2  | 15,2  | 14,8   | 12,6       | 9,4     | 5,2       | 2,9       | 8,3   |
| Temperaturas medias (°C)              | 4,2   | 5,3     | 7,8   | 10,6  | 14,3 | 17,4  | 19,6  | 19,2   | 16,7       | 12,7    | 7,7       | 5,0       | 11,7  |
| Temperaturas máximas medias (°C)      | 6,3   | 7,9     | 11,0  | 14,5  | 18,4 | 21,6  | 23,9  | 23,6   | 20,8       | 16,0    | 10,1      | 7,0       | 15,1  |
| Precipitaciones medias mensuales (mm) | 55.0  | 45.4    | 52.2  | 49.5  | 62.0 | 53.2  | 58.3  | 46.0   | 52.9       | 54.9    | 57.0      | 55.1      | 641.6 |

## Hermanamientos
La ciudad está hermanada con:
- Wangen im Allgäu (Alemania) desde 1980
- Valpaços (Portugal) depuis 2004
- Yoqneam (Israël) depuis 2006
- Clarksville (États-Unis) depuis 2008

## Demografía
| ... | ... | ... | ... | ... | ... | ... | ... | ... | ... | ... | ... | ... | ... | ... | ... | ... | ... | ... | 14 534 | 18 512 | 20 545 | 23 167 | 24 734 | 24 080 | 26 753 | 27 341 | 26 562 | 24 038 | 20 990 | 21 754 | 24 067 | 27 001 |
| Para los censos de 1962 a 1999 la población legal corresponde a la población sin duplicidades (Fuente: INSEE [Consultar]) |     |     |     |     |     |     |     |     |     |     |     |     |     |     |     |     |     |     |        |        |        |        |        |        |        |        |        |        |        |        |        |        |